# Bukit Gombak (metrostation)
Bukit Gombak is een metrostation van de metro van Singapore aan de North South Line.